# Republică semiparlamentară
     Monarhie constituțională cu monarh ceremonial
     Republică parlamentară cu președinte ceremonial
     Republică parlamentară cu președinte executiv
     Republică prezidențială
     Republică semiprezidențială: Președintele executiv este independent de legislativ; șeful guvernului este numit de președinte și răspunde în fața legislativului.
     Republică independentă de adunare: Șeful guvernului (președinte sau directorat) este ales de legislativ, dar nu este responsabil în fața acestuia.
     Republică teocratică: Liderul suprem este atât șef de stat, cât și șef religios și deține puteri executive și legislative semnificative
     Monarhie semiconstituțională: Monarhul deține putere executivă sau legislativă semnificativă.
     Monarhie absolută: Monarhul are putere nelimitată.
     Stat cu un singur partid: Puterea este legată constituțional de un singur partid politic.
     Juntă militară: Comitetul liderilor militari controlează guvernul; prevederile constituționale sunt suspendate.
     Guverne fără bază constituțională: Nu există o bază constituțională pentru regimul actual, adică guverne provizorii sau teocrații islamice.
     Teritorii dependente sau locuri fără guverne
Republica semiparlamentară (sau republică prim-ministerială) este o republică în care prim-ministrul este ales direct de cetățeni, simultan cu legislativul, iar cele două instituții au mandate care coincid. Aceasta diferă de o republică parlamentară prin faptul că șeful guvernului nu este ales doar de parlament, ci direct de popor, și de o republică prezidențială prin faptul că guvernul rămâne responsabil în fața legislativului, care îl poate demite printr-o moțiune de cenzură. În cazul demiterii sau al dizolvării parlamentului, ambele instituții cad simultan și sunt organizate alegeri anticipate.
După ce Israelul a decis să elimine alegerea directă a prim-miniștrilor (din 1996-2001), nu mai există sisteme prim-ministeriale la nivel național în lume. Cu toate acestea, un sistem prim-ministerial este folosit în orașele și localitățile din Israel și Italia pentru alegerea primarilor și a consiliilor.

## Definiție
Conceptul de republică semiparlamentară a fost formulat de politologul francez Maurice Duverger în 1956, ca o modalitate de a raționaliza parlamentarismul și de a evita instabilitatea guvernamentală caracteristică celei de-a Patra Republici Franceze. În viziunea lui Duverger, prim-ministrul trebuia ales direct de cetățeni, în același timp cu Adunarea Națională, pe buletine separate. Prim-ministrul și majoritatea parlamentară care îl sprijină urmau să fie inseparabile pe durata întregului mandat: în cazul unei moțiuni de cenzură, al demisiei sau al dizolvării parlamentului, ambele instituții ar fi trebuit să organizeze alegeri anticipate simultane. Duverger considera că alegerea directă a prim-ministrului trebuia combinată cu un sistem electoral în două tururi, pentru a permite exprimarea preferințelor ideologice în primul tur și formarea unei majorități clare în turul al doilea. Deși Franța a ales ulterior formula semiprezidențială propusă de Charles de Gaulle, Duverger a continuat să promoveze modelul, denumindu-l pentru prima dată „semiparlamentar” în 1996, când l-a aplicat asupra cazului Israelului. 

## Caracteristici
- Legislativul și șeful guvernului sunt aleși simultan de către popor[1]
- Poate exista un șef de stat separat, cu funcții ceremoniale (ca în majoritatea sistemelor parlamentare)
- Legislativul are puterea de a demite șeful guvernului printr-o moțiune de cenzură (ca într-un sistem parlamentar)
- Mandatul legislativului și cel al șefului guvernului coincid: dacă șeful guvernului demisionează sau este demis de legislativ, legislativul este automat dizolvat
- Legea electorală poate asigura că partidele care îl susțin pe șeful guvernului ales direct obțin o majoritate de locuri în legislativ (vezi sistemul de bonus de majoritate)

## Exemple
În perioada 1992–2001, Israel a implementat un sistem de alegere directă a prim-ministrului, separat de alegerea membrilor Knesset-ului. Această reformă a fost introdusă pentru a reduce fragmentarea parlamentară și influența partidelor mici, permițând alegătorilor să desemneze direct șeful guvernului. Cu toate acestea, sistemul nu a fost însoțit de un bonus de majoritate pentru partidul prim-ministrului, ceea ce a condus la o separare între votul pentru prim-ministru și cel pentru legislativ. Această disociere a dus la instabilitate guvernamentală și la multiple alegeri anticipate, iar în 2001, legea a fost abrogată, revenindu-se la sistemul parlamentar clasic.
În 1993, Italia a adoptat o nouă lege electorală care introducea alegerea directă a primarilor, concomitent cu consiliile municipale. Pe un singur buletin de vot, alegătorul putea exprima două voturi: unul pentru primar și altul pentru consiliu. Primarul era ales printr-un sistem în două tururi: în primul tur, candidatul care obținea majoritatea absolută a voturilor valabile era ales, iar dacă niciun candidat nu obținea majoritatea absolută, se organiza un al doilea tur între primii doi candidați. Consiliile erau alese prin reprezentare semiproporțională: partidul sau coaliția asociată primarului ales primea cel puțin 60% din locuri, în timp ce celelalte partide primeau locuri într-o manieră proporțională. Aceasta asigura existența unei majorități funcționale pentru primar: consiliul putea demite primarul cu o majoritate absolută, însă în acest caz se producea și dizolvarea proprie și organizarea unor alegeri anticipate.
În 1999, o reformă constituțională a introdus alegerea directă a președinților regionali, al căror mandat era legat de cel al consiliilor regionale, în mod similar cu situația primarilor și consiliilor municipale.